# Sillago vittata
Sillago vittata  (лат.) — вид лучепёрых рыб семейства силаговых. Максимальная длина тела 30 см. Распространены у берегов Австралии.

## Описание
Тело удлинённое, несколько сжато с боков, покрыто ктеноидной чешуёй; на щеках чешуйки расположены в 3 ряда; в первом ряду чешуйки циклоидные, а в двух остальных — ктеноидные. Рыло заострённое с конечным ртом. На обеих челюстях щетинковидные зубы расположены полосками. На сошнике зубы расположены изогнутой полоской. На нёбе зубы отсутствуют. Боковая линия полная, тянется до хвостового плавника; в боковой линии от 65 до 70 чешуй. Два спинных плавника разделены небольшим промежутком. В первом спинном плавнике 11 тонких жёстких лучей, а во втором — один тонкий жёсткий луч и 17—19 мягких лучей. В длинном анальном плавнике два колючих и 16—18 мягких лучей. Хвостовой плавник выемчатый. Плавательный пузырь овальной формы, сужается в задней части; передняя часть плавательного пузыря с небольшим выступом в середине и рудиментарным выступом сбоку. Общее количество позвонков от 32 до 34; из них 13—14 брюшных, 8—12 модифицированных и 7—10 каудальных.
Тело и голова светло-коричневого цвета, нижняя часть более бледная. Грудь и брюхо серебристо-белые с голубыми, лиловыми и жёлтыми отблесками. Жаберные крышки серебристые с лимонно-жёлтым или жёлтым оттенком, покрыты мелкой чёрной сыпью. В средней части тела проходит серебристо-белая полоса, которая начинается за жаберными крышками и идёт до основания хвостового плавника. От спины до срединной полосы проходит от 8 до 11 светло-коричневых или ржаво-коричневых узких полос; которые тянутся от спины наклонно вперед. Грудные плавники от бледно-лимонно-жёлтого до гиалинового цвета с большим округлым тёмно-коричневым или бледно-голубовато-коричневым пятном на серебристом фоне непосредственно перед основанием. Мембраны первого спинного плавника в нижней части белые, а выше — жёлтые, с коричневыми пятнами на верхушке. Второй спинной плавник у основания белый, выше лимонного цвета с тремя рядами коричневых пятен, образующих продольные линии. Анальный плавник ярко-жёлтый с более бледным основанием и белым краем. Брюшные плавники белые с бледно лимонно-жёлтым центром. Хвостовой плавник лимонно-жёлтого или жёлтого цвета.
Максимальная длина тела 30 см.

## Биология

### Размножение
Самцы Sillago vittata созревают при средней длине тела 13 см, а самки при длине тела 16 см. Нерестятся в открытых водах в декабре — феврале с пиком в начале января. Нерест порционный. Молодь нагуливается в защищённых заливах и бухтах с глубиной часто до нескольких сантиметров, а также в манграх.
.